# Jiří Mayer (spisovatel)
Jiří Mayer (23. července 1902 Praha – 18. ledna 1984 Praha) byl český právník a spisovatel, autor justičních románů, cestopisných fejetonů, črt a veršů, ve kterých čerpal své náměty a dojmy z Itálie. Jeho strýcem byl spisovatel J. Maria. Studoval právnickou fakultu. Od roku 1913 studoval gymnázium v Praze na Královských Vinohradech. Po jeho úspěšném absolvování podal přihlášku na Právnickou fakultu Univerzity Karlovy v Praze, kde roku 1925 získal titul JUDr. V letech 1925–1926 pracoval jako soudce u Zemského okresního soudu v Praze. Po skončení roční praxe nastoupil jako okresní soudce do Velvar, kde působil od roku 1927, a později přešel opět do Prahy, kde již zůstal.

## Kariéra
V letech 1942–1944, působil jako právník u jedné soukromé firmy Štefanka. Během druhé světové války byl převezen do koncentračního tábora Kleinstein ve Slezsku. O tomto koncentračním táboře jsou jen nepatrné zmínky. Roku 1945 byl převezen do západoněmeckého tábora Osterode. Pro nacisty byl nebezpečný. Jednalo se o vysoce postaveného úředníka, jehož inteligence a vysoký post nebyl pro nacisty vhodný. Z období jeho zatčení o něm nejsou informace. Po válce pokračoval opět jako soudce nejprve v Praze, Nymburku, Kutné Hoře a nakonec i v Příbrami. Nakonec se usadil roku 1955 v Rakovníku, kde na svém dosavadním místě vydržel dva roky, později se stejně vrátil zpět do Prahy, kde od roku 1957 působil až do konce svého života, s mezizastávkou v Ostravě v letech 1963–1968. Nejprve byl zaměstnán u Krajského soudu v Praze, později u Městského soudu v Praze.

## Literární činnost
Po svém odchodu do důchodu působil ještě nějaký čas jako soudce u Obvodního soudu v Praze I. Zemřel ve svých 82 letech. S literární činností započal již na přelomu 20. a 30. let 20. století. Většinou se jednalo o právnické články a úvahy v časopisech. Kromě právnicky laděných děl napsal i mnoho fejetonů a povídek, které sám vydal. Svou tvorbou navazoval na svého strýce J. Maria. Náměty na fejetony a povídky čerpal především ze soudního prostředí a později i ze svých cest. K srdci mu přirostla hlavně Itálie, kterou během svého života mnohokrát navštívil.
Ve svých realistiky laděných románech se snažil přiblížit etické principy právního řádu. Bral ohled především na širší společnost. Usiloval o větší pochopení právnického světa. Věnoval se především problematice milenecké pomsty, euthanasie, obvinění nevinných a křivého svědectví proti lidem, finančních podvodů, rozvodové řízení, nepoctivost, nedůstojné řešení rozsudků ze strany státní moci, sousedské či manželské konflikty a mnoho dalších.

## Díla s právnickou tematikou
- Osudy ztracených – líčí zde mileneckou mstu
- Spoutaná duše
- Poslední soud
- Sfinx – dílo pojednává o finančních podvodech
- Rytíř spravedlnosti – vyzdvihuje zde soudní vyšetřování, které odhalí pravdu a nevinu

## Díla z cest do Itálie
- Italská mozaika
- Římské sonety
- Řádky z jihu

- ve všech třech případech se jedná o črty o uměleckých památkách
Vydal také epickou báseň na motivy milostných legend z období středověkých inkvizičních procesů a vzpomínkové lyrické verše. Jeho autobiografický román Cesta utrpení zůstal pouze v rukopisech, jedná se o dílo, ve kterém sepsal své zkušenosti z koncentračních táborů. Je to jediné dílo, které se z této doby dochovalo.